# Bolbochromus sulcicollis
Bolbochromus sulcicollis là một loài bọ cánh cứng trong họ Geotrupidae. Loài này được Wiedemann miêu tả khoa học năm 1819.